# Vindecarea unui mut îndrăcit

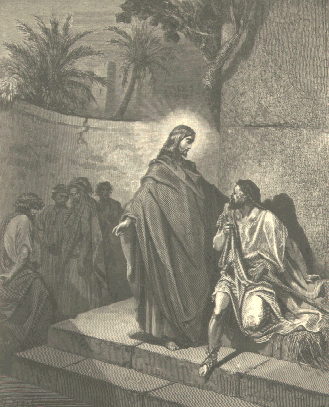
Cristos exorcizând un mut de Gustav Dore, 1865.

Vindecarea unui mut îndrăcit (Exorcismul unui mut) este una din minunile lui Iisus, consemnată doar în Evanghelia după Matei (9:32-34), imediat după vindecarea celor doi orbi de către Iisus.
Potrivit Evangheliei după Matei, imediat după ce Iisus a vindecat doi orbi, a fost adus la el un om care era posedat de demon și nu putea să vorbească. Și fiind scos demonul, omul care fusese mut a început să grăiască. Mulțimea era uluită și spunea: "Niciodată nu s-a văzut așa ceva în Israel."
Dar fariseii ziceau: "Cu domnul demonilor scoate pe demoni."